# Diego Ciantini
Diego José Ciantini (Balcarce, Provincia de Buenos Aires, 21 de julio de 1998) es un piloto argentino de automovilismo. Reconocido por sus participaciones a nivel nacional, actualmente compite en Turismo Carretera. También compitió en Europa, en Fórmula 4. Campeón de TC pista en el año 2019.

## Carrera deportiva
Debutó profesionalmente en 2014 compitiendo en la Fórmula Metropolitana. En 2015 alternó sus participaciones entre Fórmula Metropolitana y el TC 2000, debutando ese año en esta última con un Honda Civic IX del equipo PSG-16 Team.
Tras sus primeras experiencias en el plano local, en 2016 emigró a Europa donde participó en los campeonatos de Italia y ADAC de Fórmula 4, obteniendo un podio en Imola.
De regreso en su país, debutó en 2017 en la divisional TC Mouras de la Asociación Corredores de Turismo Carretera con el equipo JP Carrera. Al mismo tiempo, retornó a competir en el TC 2000, haciéndolo al comando de un Chevrolet Cruze I (luego reemplazado por la siguiente generación de ese modelo) del equipo Pro Racing. Sin embargo, sobre mitad de campeonato resolvió abandonar esta categoría, pasando a competir y debutar en el Top Race V6 con el Lincoln Sport Group. En 2018 debutó en la divisional TC Pista, con el mismo equipo y automóvil con el que participó en TC Mouras. En esta categoría continuó compitiendo en la temporada 2019 donde tras haber iniciado la temporada en Las Toscas, a partir de la cuarta fecha pasó a la escudería JP Carrera junto a la cual obtuvo finalmente el campeonato argentino de TC Pista y el correspondiente pase al Turismo Carretera.
En 2020 debutó en la máxima categoría del país, el Turismo Carretera, y lo hizo con cambio de marca. Se incorporó con un Torino al Renault Sport Torino Team donde finalizó en el campeonato en el 16.º lugar. Por otra parte, también participó de la última presentación del Turismo Nacional Clase 3, donde tuvo una presentación destacada y pudo incorporarse al final de la temporada 2020 (extendida a los meses de enero y febrero del siguiente año) del Súper TC2000. Participó de dos carreras en el Puma Energy Honda Racing (en reemplazo del Juan Manuel Silva) llegando a obtener su primer podio en la categoría y logrando incorporarse a otro equipo de la categoría, el Midas Carrera Team, equipo satélite de Toyota en Argentina.
En 2021, compitió con el equipo JP en Turismo Carretera, logrando dos podios. Tras una temporada en el Di Meglio Motorsport, Ciantini volvió al JP en 2023, ocupando el lugar de Agustín Canapino. Compitió dos temporadas en TC Pick Up con el equipo Midas, logrando dos victorias en 2021, y desde 2023 lo hace para el JP.
Entre sus relaciones personales, su padre es el expiloto de Turismo Carretera José Carlos Ciantini, con quien también tuvo la posibilidad de compartir en 2017 la conducción de su Chevrolet Chevy durante las competencias de pilotos invitados organizadas por esta divisional.

## Resumen de carrera
| Temporada | Categoría                  | Equipo                                        | Carreras | Victorias | Poles | VR | Podios | Puntos | Pos. |
| --------- | -------------------------- | --------------------------------------------- | -------- | --------- | ----- | -- | ------ | ------ | ---- |
| 2014      | Fórmula Metropolitana      | Scuderia Ramini                               | 3        | 0         | 0     | 0  | 0      | 4      | 29.º |
| 2015      | Fórmula Metropolitana      | WCC Squadra                                   | 13       | 2         | 4     | 0  | 5      | 162,5  | 3.º  |
| 2015      | TC 2000                    | PSG-16 Team                                   | 22       | 0         | 0     | 0  | 0      | 41     | 20.º |
| 2016      | Fórmula 4 Italiana         | Jenzer Motorsport                             | 20       | 0         | 0     | 0  | 1      | 33,5   | 20.º |
| 2016      | ADAC Fórmula 4             | Jenzer Motorsport                             | 9        | 0         | 0     | 0  | 0      | -      | NC   |
| 2017      | TC Mouras                  | JP Carrera                                    | 15       | 2         | 4     | 3  | 4      | 453    | 9.º  |
| 2017      | TC 2000                    | Pro Racing                                    | 15       | 0         | 0     | 0  | 2      | 133,5  | 13.º |
| 2017      | Top Race V6                | Lincoln Sport Group                           | 4        | 0         | 0     | 0  | 0      | -      | NC   |
| 2018      | TC Pista                   | JP Carrera                                    | 15       | 2         | 1     | 1  | 5      | 475,5  | 4.º  |
| 2018      | Turismo Carretera          | JP Carrera                                    | 1        | 0         | 0     | 0  | 0      | -      | -    |
| 2018      | Top Race V6                | Lincoln Sport Group                           | 13       | 0         | 0     | 0  | 1      | 31     | 16.º |
| 2019      | TC Pista                   | Las Toscas Racing JP Carrera                  | 14       | 2         | 1     | 3  | 6      | 413,5  | 1.º  |
| 2019      | Top Race V6                | Sportteam                                     | 16       | 0         | 0     | 0  | 0      | 40     | 12.º |
| 2020      | Turismo Carretera          | Renault Sport Torino Team                     | 10       | 0         | 0     | 0  | 0      | 206    | 19.º |
| 2020      | Súper TC 2000              | Puma Energy Honda Racing Midas Carrera Racing | 7        | 0         | 0     | 0  | 1      | 11     | 20.º |
| 2020      | Turismo Nacional - Clase 3 | Arana Ingeniería Sport                        | 2        | 0         | 0     | 0  | 0      | 7      | 38.º |
| 2021      | Turismo Carretera          | JP Carrera                                    | 15       | 0         | 1     | 1  | 2      | 254.25 | 22.º |
| 2021      | Súper TC 2000              | Renault Castrol Team                          | 1        | 0         | 0     | 0  | 0      | -      | -    |
| 2021      | TC Pick Up                 | Midas Carrera Team                            | 10       | 2         | 1     | 2  | 2      | 238    | 11.º |
| 2022      | Turismo Carretera          | Di Meglio Motorsport                          | 15       | 0         | 0     | 0  | 0      | 231.5  | 25.º |
| 2022      | Turismo Nacional - Clase 3 | MG C Pergamino                                | 1        | 0         | 0     | 0  | 1      | -      | -    |
| 2022      | TC Pick Up                 | Midas Carrera Team                            | 6        | 0         | 0     | 0  | 0      | 131    | 24.º |
| 2023      | Turismo Carretera          | JP Carrera                                    | 15       | 1         | 1     | 1  | 2      | 235.5  | 19.º |
| 2023      | TC Pick Up                 | JP Carrera                                    | 12       | 1         | 5     | 1  | 6      | 458    | 2.º  |
| Fuente:   |                            |                                               |          |           |       |    |        |        |      |

## Resultados

### TC 2000
| Año  | Equipo      | Auto               | 1    | 2    | 3    | 4    | 5   | 6   | 7     | 8     | 9   | 10   | 11    | 12  | 13  | 14     | 15     | 16    | 17  | 18  | 19  | 20     | 21  | 22  | Res. | Puntos |
| ---- | ----------- | ------------------ | ---- | ---- | ---- | ---- | --- | --- | ----- | ----- | --- | ---- | ----- | --- | --- | ------ | ------ | ----- | --- | --- | --- | ------ | --- | --- | ---- | ------ |
| 2015 |             |                    | AG   | AG   | CON  | CON  | BA  | BA  | MER   | JUN   | JUN | LP I | LP I  | NDJ | RAF | RAF    | LP II  | LP II | SL  | SL  | RC  | RC     | CDU | CDU | 20.º | 41     |
| 2015 | PSG-16 Team | Honda Civic IX     | Ret  | 15   | 13   | 17†  | 12  | Ret | 7     | 10    | 6   | 12   | 7     | Ex. | 13  | 13     | 9      | 28†   | 15  | 12  | Ret | 5      | 18  | Ret | 20.º | 41     |
| 2017 |             |                    | AG I | AG I | BA I | BA I | CDU | CDU | PAR I | PAR I | RC  | RC   | BA II | SL  | SL  | PAR II | PAR II | AG II | SMM | CON | CON | BA III |     |     | 13.º | 133,5  |
| 2017 | Pro Racing  | Chevrolet Cruze I  | 6    | 6    | 10   | 3    | 5   | 12  | 9     | 8     |     |      |       |     |     |        |        |       |     |     |     |        |     |     | 13.º | 133,5  |
| 2017 | Pro Racing  | Chevrolet Cruze II |      |      |      |      |     |     |       |       | 14  | 9    | 3     | 19  | Ret | 10     | Ret    |       |     |     |     |        |     |     | 13.º | 133,5  |

### Súper TC 2000
| Año  | Equipo                   | Auto               | 1    | 2    | 3     | 4     | 5    | 6    | 7     | 8     | 9      | 10     | 11    | 12    | 13  | 14  | 15    | 16  | 17   | 18   | 19    | 20    | 21    | 22   | Res. | Puntos |
| ---- | ------------------------ | ------------------ | ---- | ---- | ----- | ----- | ---- | ---- | ----- | ----- | ------ | ------ | ----- | ----- | --- | --- | ----- | --- | ---- | ---- | ----- | ----- | ----- | ---- | ---- | ------ |
| 2020 |                          |                    | BA I | BA I | BA II | BA II | AG I | AG I | AG II | AG II | BA III | BA III | BA IV | BA IV | RC  | RC  | PAR   | PAR | BA V | BA V | BA VI |       |       |      | 20.º | 11     |
| 2020 | Puma Energy Honda Racing | Honda Civic X      |      |      |       |       |      |      |       |       |        |        |       |       | 6   | 7   | 3     | Ret |      |      |       |       |       |      | 20.º | 11     |
| 2020 | Midas Carrera Racing     | Toyota Corolla XII |      |      |       |       |      |      |       |       |        |        |       |       |     |     |       |     | 14   | 9    | 16    |       |       |      | 20.º | 11     |
| 2021 |                          |                    | BA I | BA I | BA II | BA II | AG   | AG   | SNI   | SNI   | BA III | BA III | PAR   | PAR   | TOA | TOA | BA IV | VIL | VIL  | ROS  | ROS   | AG II | AG II | BA V | -    | -      |
| 2021 | Renault Castrol Team     | Renault Fluence    |      |      |       |       |      |      |       |       |        |        |       |       |     |     | 10    |     |      |      |       |       |       |      | -    | -      |

### Trayectoria en el Top Race
| Temporada | Categoría   | Vehículo            | Equipo              | Posición final      |
| --------- | ----------- | ------------------- | ------------------- | ------------------- |
| 2017      | Top Race V6 | Mercedes-Benz C-204 | Lincoln Sport Group | 32.º (0.00 puntos)  |
| 2018      | Top Race V6 | Mercedes-Benz C-204 | Lincoln Sport Group | 16.º (31.00 puntos) |

### Resultado completos TC Mouras
| Año        | Año             | Fechas | Fechas | Fechas | Fechas | Fechas | Fechas | Fechas | Fechas | Fechas | Fechas | Fechas | Fechas | Fechas | Fechas | Fechas | Posición final      |
| Equipo     | Automóvil       | Fechas | Fechas | Fechas | Fechas | Fechas | Fechas | Fechas | Fechas | Fechas | Fechas | Fechas | Fechas | Fechas | Fechas | Fechas | Posición final      |
| ---------- | --------------- | ------ | ------ | ------ | ------ | ------ | ------ | ------ | ------ | ------ | ------ | ------ | ------ | ------ | ------ | ------ | ------------------- |
| 2017       | 2017            | 01     | 02     | 03     | 04     | 05     | 06     | 07     | 08     | 09     | 10     | 11     | 12     | 13     | 14     | 15     | 9.º (453.00 puntos) |
| JP Carrera | Chevrolet Chevy | 29     | 23     | 21     | 2.º    | 2.º    | Ex.    | 19     | 1.º    | 20     | 4.º    | 4.º    | 26     | 12     | 1.º    | 5.º    | 9.º (453.00 puntos) |

## Palmarés
| Título  | Categoría | Automóvil       | Año  |
| ------- | --------- | --------------- | ---- |
| Campeón | TC Pista  | Chevrolet Chevy | 2019 |